# Großsteingrab Klein Zastrow
Das Großsteingrab Klein Zastrow ist eine megalithische Grabanlage der jungsteinzeitlichen Trichterbecherkultur bei Klein Zastrow, einem Ortsteil von Dersekow im Landkreis Vorpommern-Greifswald (Mecklenburg-Vorpommern). Es trägt die Sprockhoff-Nummer 548.

## Lage
Das Grab befindet sich etwa 800 m südlich von Klein Zastrow und etwa 1,3 km östlich von Groß Zastrow auf einem Feld. Die Anlage von Klein Zastrow ist Teil einer größeren Gruppe von Megalithgräbern, die sich südwestlich von Greifswald zwischen Dargelin im Osten und Düvier im Westen erstreckt. Etwa 2 km westlich liegen die Großsteingräber bei Groß Zastrow, 2,4 km östlich die Großsteingräber bei Neu Negentin und 3 km östlich die Großsteingräber bei Dargelin.

## Beschreibung
Die Anlage besteht aus einer nordost-südwestlich orientierten Grabkammer, die als Großdolmen anzusprechen ist und die mit einem Rollsteinhügel ummantelt war. Von der ursprünglich vierjochigen Kammer sind noch acht Wandsteine erhalten. An der südöstlichen Langseite sind alle vier Steine vorhanden, von denen bis auf den südlichen alle in situ stehen. An der nordwestlichen Langseite sind drei Steine erhalten, hiervon aber nur der nördliche in situ, der südliche fehlt. Weiterhin ist der nordöstliche Abschlussstein erhalten, der südwestliche fehlt. Von den ursprünglich wohl drei Decksteinen ist nur noch der nordöstliche erhalten. Dieser war bei Sprockhoffs Aufnahme 1931 ins Innere der Kammer gestürzt, muss aber später wieder auf die Wandsteine aufgelegt worden sein. Die Kammer hatte ursprünglich eine Länge von etwa 4 m und eine Breite von 2,1 m.
Bei einer Grabung 1937 wurden in dem Grab eine Steinaxt und mehrere Keramikscherben mit Verzierungsmustern der Trichterbecherkultur gefunden.